# Rue Talaat Harb
La rue Talaat Harb (arabe : شارع طلعت حرب) est un des principaux axes commerçants du centre-ville du Caire, en Égypte. Reliant la place Tahrir à la place Ahmed Orabi, elle est bordée d'immeubles inspirés de l'architecture européenne. La rue Talaat Harb est constituée de deux segments s'articulant autour d'une place circulaire, la place Talaat Harb.

## Historique

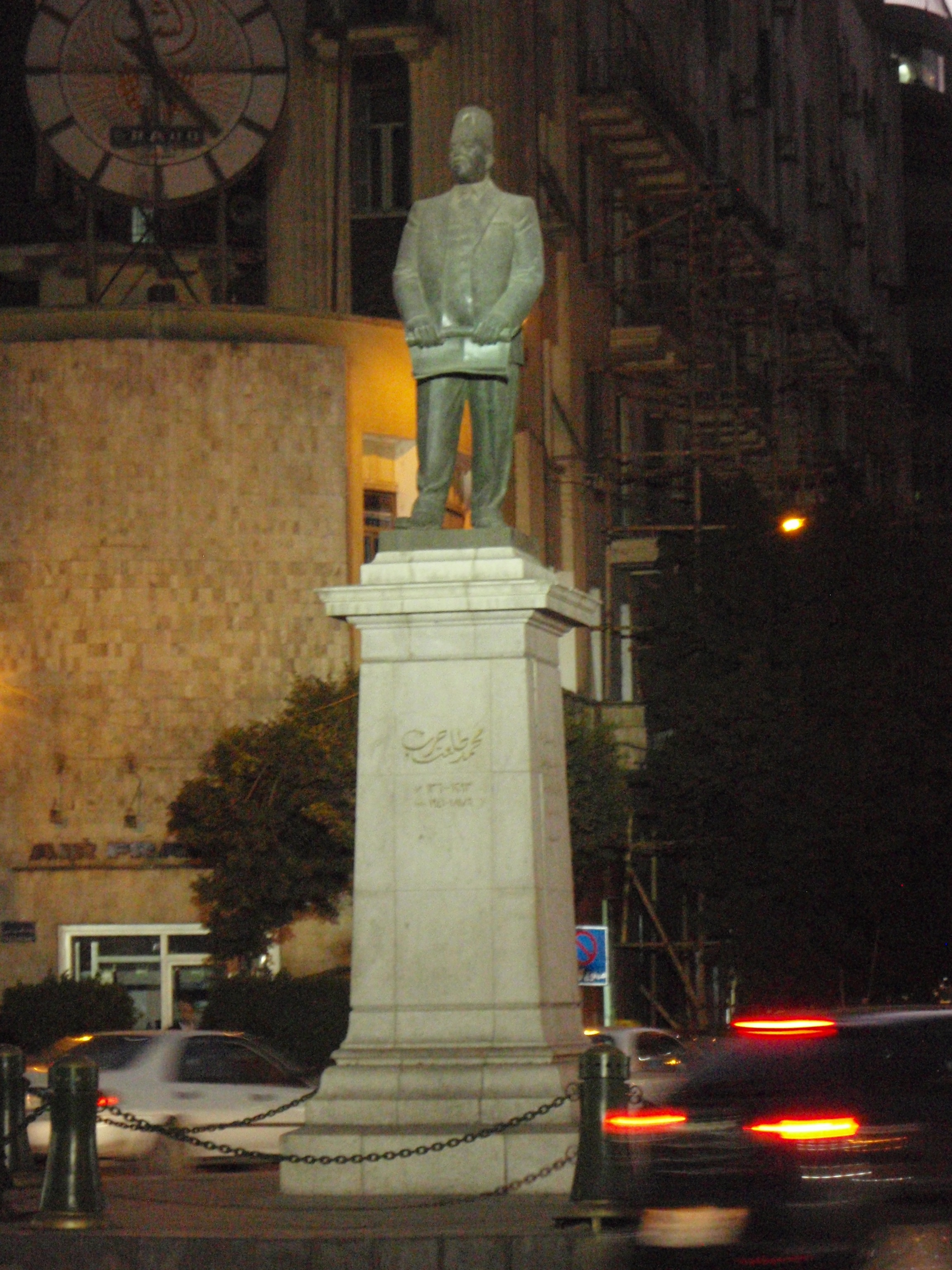
Statue de Talaat Harb

Cette grande artère rectiligne est issue de la campagne de modernisation du Caire voulue par le khédive Ismaïl Pacha, qui fait édifier une « ville européenne » aux côtés de la « ville arabe ». Les rues, droites et aérées, sont bordées d'immeubles modernes, qui contrastent avec les ruelles pittoresques et tortueuses du centre historique. La rue Talaat Harb, baptisée à l'origine rue Soliman Pacha (elle perd ce nom en 1954 au profit de celui de Talaat Harb, célèbre économiste) est au début du XXe siècle un des endroits huppés de la capitale, où se concentrent boutiques de luxes et cafés à la mode. Le salon de thé Groppi,,,
, ouvert en 1925, est fréquenté à cette époque par la grande bourgeoisie égyptienne et par les riches expatriés. Longtemps fournisseur de la famille royale égyptienne, il garde de sa grandeur passée un décor orientalisant et de grandes mosaïques. 
Autre édifice emblématique de cette époque, le cinéma Métro, de style art déco, fut construit à la fin des années 1930. Il était alors un des phares du quartier, de même que le Ritz bar, installé dans un bâtiment mitoyen. Autres bâtiments célèbres, l'hôtel Savoy, inauguré en 1898, et les palais Abdel Kader Pacha et Mohamed Sabet Pacha. La rue Soliman Pacha abritait également plusieurs « clubs » qui accueillaient, à la manière anglaise, les gens de la « bonne société ». Enfin, elle fut longtemps un des centres de la communauté juive du Caire, comme l'atteste encore aujourd'hui la monumentale synagogue Cha'ar HaChamaïm.

## Caractéristiques

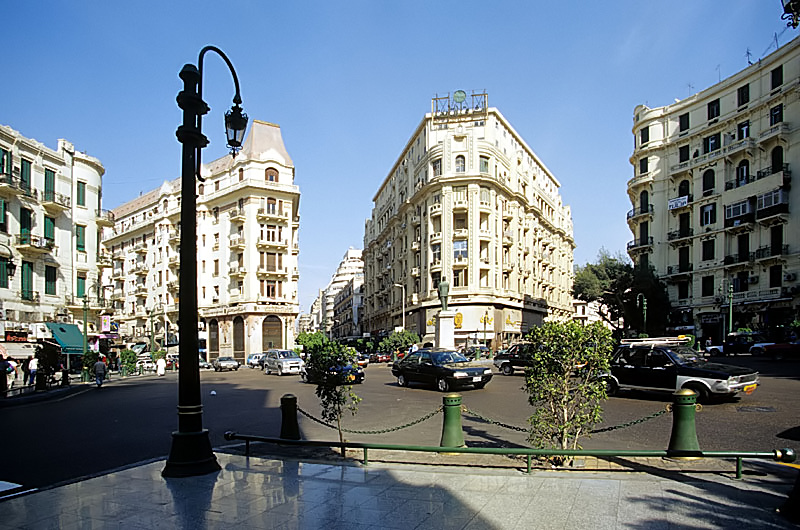
Place Talaat Harb

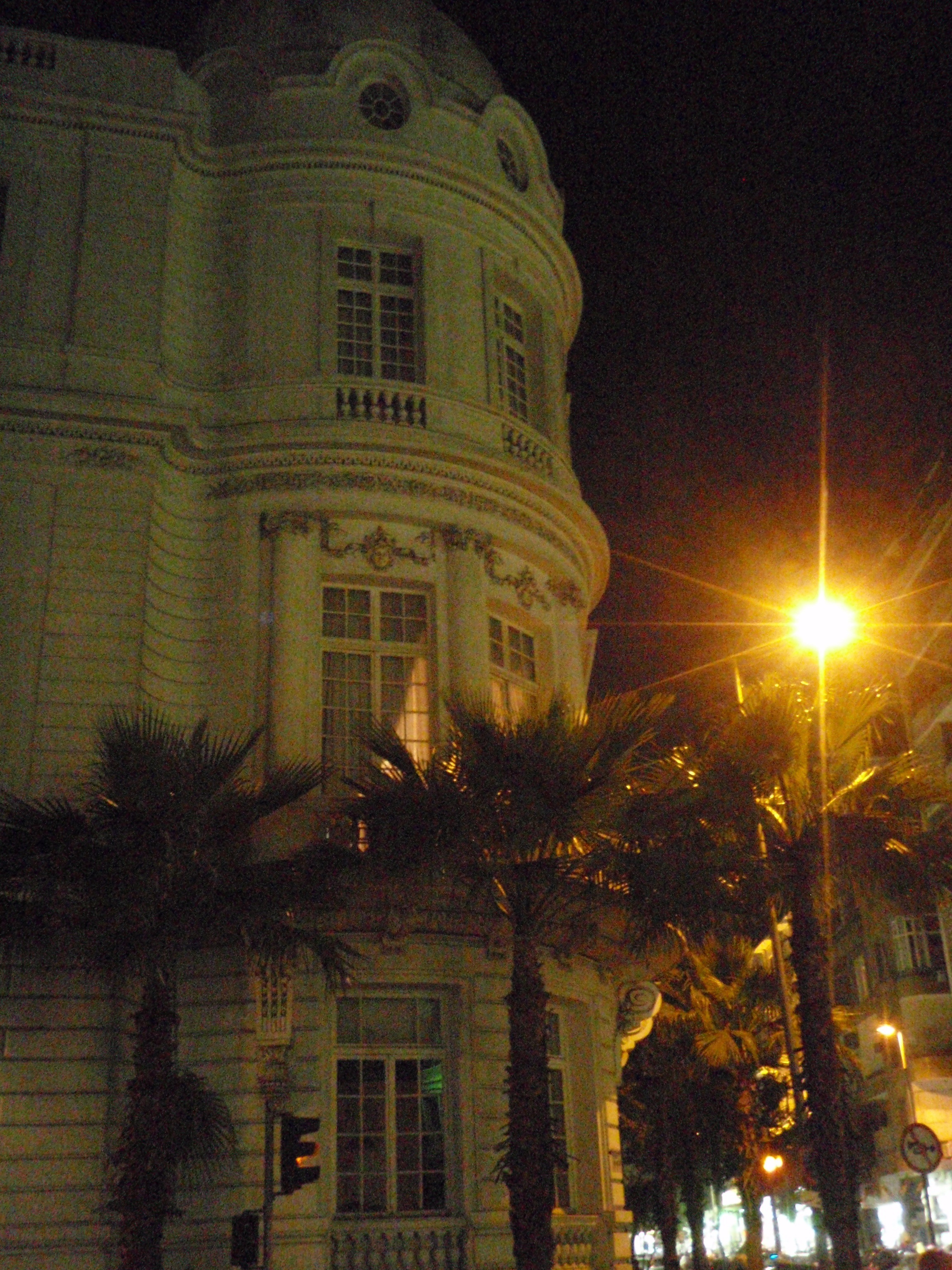
L'immeuble de l'Egyptian Diplomatic Club, rue Talaat Harb

De nombreux immeubles témoignent de la vogue de l'architecture européenne à la fin du XIXe et au début du XXe siècle. Nombre de bâtiments s'inspirent des styles Renaissance, baroque, classique (voire un mélange des trois), avec parfois des touches orientalistes plus ou moins affirmées : colonnes antiques et chérubins, feuillages et grilles en ferronnerie voisinent ainsi avec les croissants, les arabesques, les scarabées ou les sphinx, au gré des fantaisies des architectes ayant participé au projet.
La rue Talaat Harb est aujourd'hui une artère fréquentée, au contact de la place Tahrir, centre névralgique du quartier. Les boutiques de luxe (boutiques de mode, épiceries fines) y voisinent avec des bureaux et des bazars de quartier. Au centre de la place, une statue de Talaat Harb évoque son souvenir. De par sa proximité de la place Tahrir, la rue Talaat Harb est parfois le cadre de manifestations publiques, qu'elles soient d'ordre culturel ou politique. Ce fut notamment le cas en 2005, lorsque le mouvement d'opposition Kifaya (« Ça suffit ! », en arabe) organisa une marche contre la politique du président Hosni Moubarak, ou en 2011, lors de manifestations sans précédent contre le régime en place.